# Volta a Portugal de 1966
A 29ª edição da Volta a Portugal em Bicicleta ("Volta 66") decorreu entre os dias 6 e 21 de Agosto de 1966. Composta por 21 etapas, os ciclistas percorreram 2.342 km.

## Equipas
Participaram 66 ciclistas de 8 equipas:
- Benfica
- Cedemi
- FC Porto
- Flândria
- Gin. Tavira
- Sangalhos
- São Paulo
- Sporting

Houve ainda um ciclista a correr em nome individual.

## Etapas
| Nº        | Dia          | Etapa                                            | km  | Vencedor da etapa               | Camisola amarela           |
| --------- | ------------ | ------------------------------------------------ | --- | ------------------------------- | -------------------------- |
| 1ª etapa  | 6 de Agosto  | Circuito das Antas                               | 9   | Peixoto Alves (Benfica)         | Peixoto Alves (Benfica)    |
| 2ª etapa  | 7 de Agosto  | Circuito de Vila do Conde                        | 36  | Leopold Vanden Nest (Flândria)  | Peixoto Alves (Benfica)    |
| 3ª etapa  | 8 de Agosto  | Vila do Conde - Fafe                             | 213 | Manuel Correia (Sporting)       | Mário Silva (FC Porto)     |
| 4ª etapa  | 9 de Agosto  | Fafe - Viseu                                     | 218 | António Pedro Moreira (Benfica) | Mário Silva (FC Porto)     |
| 5ª etapa  | 10 de Agosto | Viseu - Porto                                    | 146 | Alberto Carvalho (FC Porto)     | Mário Silva (FC Porto)     |
| 6ª etapa  | 10 de Agosto | Circuito das Antas                               | 9   | António Pedro Moreira (Benfica) | Mário Silva (FC Porto)     |
| 7ª etapa  | 11 de Agosto | Vila Nova de Gaia - Águeda                       | 128 | Henrique Neto (Gin. Tavira)     | Mário Silva (FC Porto)     |
| 8ª etapa  | 11 de Agosto | Pista de Sangalhos                               | 5   | Leopold Vanden Nest (Flândria)  | Mário Silva (FC Porto)     |
| 9ª etapa  | 12 de Agosto | Curia - Guarda                                   | 155 | Leonel Miranda (Sporting)       | Mário Silva (FC Porto)     |
| 10ª etapa | 13 de Agosto | Guarda - Penhas da Saúde                         | 57  | Peixoto Alves (Benfica)         | Peixoto Alves (Benfica)    |
| 11ª etapa | 13 de Agosto | Fundão - Castelo Branco (C/R individual)         | 46  | Mário Silva (FC Porto)          | Peixoto Alves (Benfica)    |
| 12ª etapa | 14 de Agosto | Castelo Branco - Cartaxo                         | 197 | Fernando Mendes (Benfica)       | Fernando Mendes (Benfica)  |
| 13ª etapa | 15 de Agosto | Cartaxo - Lisboa                                 | 160 | António Pedro Moreira (Benfica) | Francisco Valada (Benfica) |
| 14ª etapa | 15 de Agosto | Pista de Alvalade                                | 9   | Leopold Vanden Nest (Flândria)  | Francisco Valada (Benfica) |
| 15ª etapa | 16 de Agosto | Lisboa - Estremoz                                | 195 | Leonel Miranda (Sporting)       | Francisco Valada (Benfica) |
| 16ª etapa | 17 de Agosto | Estremoz - Beja                                  | 155 | Leopold Vanden Nest (Flândria)  | Francisco Valada (Benfica) |
| 17ª etapa | 18 de Agosto | Beja - Tavira                                    | 151 | Leonel Miranda (Sporting)       | Francisco Valada (Benfica) |
| 18ª etapa | 18 de Agosto | Pista de Tavira                                  | 9   | Georges Smissaert (Flândria)    | Francisco Valada (Benfica) |
| 19ª etapa | 19 de Agosto | Tavira - Loulé (C/R individual)                  | 60  | Peixoto Alves (Benfica)         | Francisco Valada (Benfica) |
| 20ª etapa | 20 de Agosto | Loulé - Santiago do Cacém                        | 202 | Leopold Vanden Nest (Flândria)  | Francisco Valada (Benfica) |
| 21ª etapa | 21 de Agosto | Santiago do Cacém - Lisboa (Estádio de Alvalade) | 183 | Leopold Vanden Nest (Flândria)  | Francisco Valada (Benfica) |

## Classificações Finais

### Geral individual
| Lugar | Nome              | Nacionalidade | Equipa      | Tempo       |
| 01º   | Francisco Valada  | Portugal      | Benfica     | 64h 38' 36" |
| 02º   | Peixoto Alves     | Portugal      | Benfica     | + 32"       |
| 03º   | Sérgio Páscoa     | Portugal      | Gin. Tavira | + 40"       |
| 04º   | Georges Smissaert | Bélgica       | Flândria    | + 2' 01"    |
| 05º   | Alberto Carvalho  | Portugal      | FC Porto    | + 2' 36"    |
| 06º   | Mário Silva       | Portugal      | FC Porto    | + 4' 48"    |
| 07º   | João Roque        | Portugal      | Sporting    | + 5' 04"    |
| 08º   | José Azevedo      | Portugal      | Cedemi      | + 5' 12"    |
| 09º   | Fernando Mendes   | Portugal      | Benfica     | + 9' 25"    |
| 10º   | Leonel Miranda    | Portugal      | Sporting    | + 9' 48"    |

### Equipas
| Lugar | Equipa      | Tempo        |
| 1º    | Benfica     | 192h 34' 56" |
| 2º    | FC Porto    | + 28' 24"    |
| 3º    | Gin. Tavira | + 54' 23"    |

### Outras classificações
Pontos: Pedro Moreira (Benfica)
Montanha: Sérgio Páscoa (Gin. Tavira)

## Ciclistas
Partiram: 66; Desistiram: 28; Terminaram: 38.
Media: 36,478 Km/h.